# PGC 36402
LEDA/PGC 36402 ist eine Linsenförmige Galaxie vom Hubble-Typ S0/a im Sternbild Löwe am Nordsternhimmel. Sie ist schätzungsweise 335 Millionen Lichtjahre von der Milchstraße entfernt.

Im selben Himmelsareal befinden sich u. a. die Galaxien NGC 3837, NGC 3841, NGC 3842, IC 2951.